# Айгнер, Мартин
Ма́ртин А́йгнер (Martin Aigner; 28 февраля 1942, Линц, Австрия — 11 октября 2023, Берлин) — австрийский математик, с 1973 года профессор в Свободном университете Берлина, действительный член Берлин-Бранденбургской академии наук, член-корреспондент Австрийской академии наук (1997).
Защитил диссертацию в 1965 в Венском университете.
Мартин Айгнер является автором разных книг по дискретной математике. Вместе с Гюнтером Циглером он написал книгу Proofs from THE BOOK (Доказательства из Книги), в которой по идее Пал Э́рдёша собраны самые красивые доказательства. В 2018 году оба автора разделили премию Стила в номинации «За математическое изложение».

## Сочинения
- Айгнер М. Комбинаторная теория = Combinatorial theory. — М.: Мир, 1982. — 561 с.
- Martin Aigner, Günter M. Ziegler, Proofs from THE BOOK, Springer, 2010, 274 c.
  - Айгнер М., Циглер Г. Доказательства из Книги : лучшие доказательства со времен Евклида до наших дней. / Пер. 4-го англ. изд. Б. И. Селиванова. Под ред. А. М. Зубкова; с ил. Карла Г. Хофмана. — 2-е изд. доп. — М. : Бином. Лаборатория знаний, 2015. — 288 с. : ил., портр. ISBN 978-5-9963-0629-9
- Martin Aigner, Discrete mathematics, American Mathematical Society, 2007, 388 c.